# رامون إينسيناس
رامون إينسيناس (بالإسبانية: Ramón Encinas)‏ (من مواليد 19 مايو 1893) لاعب ومدرب كرة قدم إسباني سابق، ودرب ريال مدريد لمدة موسمين من 1943 حتى عام 1945. وايضاً درب أندية سلتا فيغو، فالنسيا، وإشبيلية.

## روابط خارجية
- رامون إينسيناس على موقع قاعدة بيانات كرة القدم.إي يو (الإنجليزية)
- رامون إينسيناس على موقع عالم كرة القدم.نت (الإنجليزية)